# Marius Bretin
Marius Bretin était un homme politique français né le 18 mai 1910 à Chalon-sur-Saône et décédé le 1er juin 1996 à Trévoux.

## Biographie
Maraîcher-horticulteur à Trévoux, Marius Bretin est mobilisé pendant la Seconde Guerre mondiale, mais ne participe pas aux combats.
Il adhère à la SFIO, mais en est exclu en 1947, lorsqu'il est élu conseiller municipal de Trévoux sur une liste soutenue par le MRP. Il conserve ce mandat jusqu'en 1959.
Président d'un syndicat d'exploitants agricoles, il adhère à l'Union de défense des commerçants et artisans, et mène logiquement la liste poujadiste dans l'Ain pour les élections législatives de 1956.
Avec 15,3 % des voix, il est élu député. À l'assemblée, il intervient essentiellement sur les questions en lien avec le monde agricole, et plus particulièrement les petits exploitants. C'est dans la même logique qu'il intervient contre la ratification du traité de Rome créant le marché commun.
Ses centres d'intérêt le conduisent à quitter, en juillet 1957, le groupe Union et fraternité française pour rejoindre le groupe du parti paysan de Paul Antier.
Par la suite, il soutient le retour de Charles de Gaulle au pouvoir, puis s'éloigne de la vie politique.